# Lake Mead
Lake Mead is het grootste kunstmatige meer en reservoir in de Verenigde Staten. Het bevindt zich aan de Colorado, ongeveer 48 km zuidoost van Las Vegas, Nevada, tussen Nevada en Arizona. Het is gevormd door water dat wordt ingesloten door de Hooverdam en strekt zich uit tot 180 km achter de dam. Het bevat ongeveer 35 km³ water. Het water uit Lake Mead wordt via aquaducten naar gemeenschappen in zuidelijk Californië en Nevada geleid.
Het meer is genoemd naar Elwood Mead, die gecommitteerde was van het U.S. Bureau of Reclamation van 1924 tot 1936 gedurende de planning en constructie van het Boulder Canyon Project waaruit de dam en het meer voortkwamen.
De Lake Mead National Recreation Area werd geopend in 1964 en biedt recreatiemogelijkheden door het hele jaar. Het meer en de recreation area grenzen aan twee natuurgebieden, Gold Butte National Monument in het noorden en Grand Canyon-Parashant National Monument in het noordoosten en oosten.
Het door de Hooverdam verzamelde water dwong meerdere gemeenschappen te evacueren, waarbij St. Thomas, Nevada de opmerkelijkste was en waar de laatste inwoner vertrok in 1938. De ruïnes van St. Thomas zijn soms zichtbaar als de waterstand erg laag is.
Een opmerkelijke vondst was die van een neergestorte B-29, die op de bodem van het meer lag.

## Recreatie
Lake Mead biedt veel verschillende soorten recreatie. Watersport is het populairst. Andere activiteiten zijn vissen (niet aanbevolen door de United States Fish and Wildlife Service), waterskiën, zwemmen en zonnebaden. Het gebied heeft veel inhammen met rotswanden en zandstranden. Er zijn meerdere eilandjes in het meer, afhankelijk van de waterstand. Daarnaast is er de Alan Bible Botanical Garden, een kleine botanische tuin.

## Statistieken
- Oppervlakte: 640 km², strekkend tot 180 km achter de dam.
- Watervolume: ongeveer 35,2 km³; ongeveer de helft van het jaarlijkse debiet van de Colorado; grootste kunstmatige reservoir in de VS.
- Kustlijn: 885 km.
- Bezoekers per jaar: 8 tot 10 miljoen per jaar (Lake Mead National Recreation Area).
  - Op vier na meest bezochte nationaal park in de VS.